# Acrolophus quadripunctellus
Acrolophus quadripunctellus är en fjärilsart som först beskrevs av William Beutenmüller, och fick sitt nu gällande namn av Smith 1891. Acrolophus quadripunctellus ingår i släktet Acrolophus och familjen Acrolophidae. Inga underarter finns listade i Catalogue of Life.